# Canton de Soleure
Le canton de Soleure (SO, en allemand : Kanton Solothurn) est l'un des 26 cantons de la Suisse. Son chef-lieu est Soleure.

## Géographie
Le canton de Soleure est situé dans le nord-ouest de la Suisse. Sa frontière sud et ouest est bordée par le canton de Berne et le canton du Jura et au nord par le canton de Bâle-Campagne et à l'est par celui d'Argovie. Pour des raisons historiques, deux portions du territoire cantonal, relevant de deux districts différents (Thierstein et Dorneck), sont des enclaves situées le long de la frontière française.
Situé sur le Plateau suisse et le Jura, le paysage est marqué par la plaine alluviale de l'Aar et par les montagnes de basse altitude du Jura soleurois.
Les terres du canton sont principalement drainées par la rivière Aar et ses affluents mais aussi par le Rhin dans le nord du canton. La ligne de crête franchie par les cols routiers du Passwang et de La Scheulte marque la limite de ces bassins versants.
Le canton de Soleure culmine au Hasenmatt, à 1 445 m d'altitude, et son point le plus bas se trouve à Dornach, au bord de la Birse, à 277 m d'altitude. Avec 790,49 km2, Soleure est le seizième canton suisse par sa superficie.

## Histoire

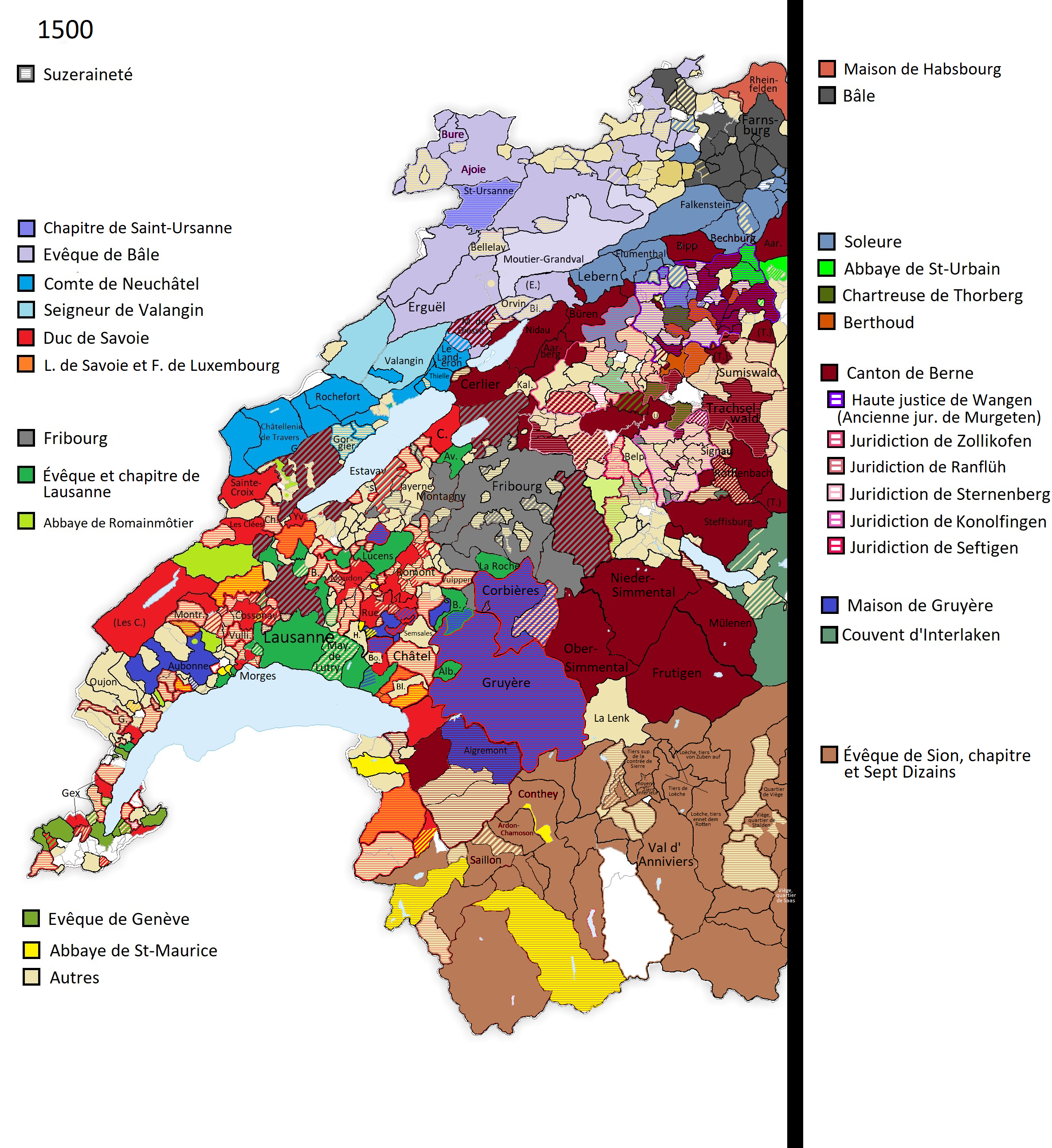
L'actuelle Suisse occidentale, en 1500.

Les principales dates de l'histoire du canton :
- Fondation de la ville de Soleure au nom de Salodurum à l'époque de l'empereur romain Tibère ;
- Dès 1344, extension du territoire cantonal hors de la ville de Soleure ;
- 22 décembre 1481 : entrée du canton dans l'alliance militaire de la Confédération des XIII cantons ;
- 1519-1533 : pendant la Réforme, le canton est resté finalement catholique ;
- 1530-1798 : Soleure, État aristocratique à cette époque, est la résidence des ambassadeurs royaux de la France absolutiste ;
- 1798-1813 : canton intégré à la République helvétique, instaurée par Napoléon Ier, suivie de l'Acte de Médiation ;
- 1813 : Confédération des XXII cantons ;
- 1830 : Révolution libérale ;
- 1847 : Guerre du Sonderbund ;
- 1848 : État fédéral de 1848.

## Politique

### Législatif
Le Grand Conseil du canton de Soleure (Kantonsrat) compte cent membres élus au suffrage universel pour une durée de quatre ans. Les députés sont élus au système proportionnel dans cinq circonscriptions électorales. Le Grand Conseil soleurois compte actuellement vingt-six membres du Parti libéral-radical (PLR), vingt-deux du Parti démocrate-chrétien (PDC), dix-neuf du Parti socialiste suisse (PSS), dix-neuf de l'Union démocratique du centre (UDC), sept des Verts, quatre du Parti vert'libéral (PVL), deux du Parti bourgeois démocratique (PBD) et un du Parti évangélique (PEV).

### Exécutif
Le Conseil d'État du canton de Soleure (Regierungsrat) compte cinq membres élus au système majoritaire pour une période de quatre ans.
Les conseillers d'État 2021-2025 sont : Sandra Kolly (Le Centre), Susanne Schaffner (Parti socialiste), Dr. Remo Ankli (Parti libéral-radical), Brigit Wyss (Les Verts), Peter Hodel (Parti libéral-radical).

### Organisation territoriale

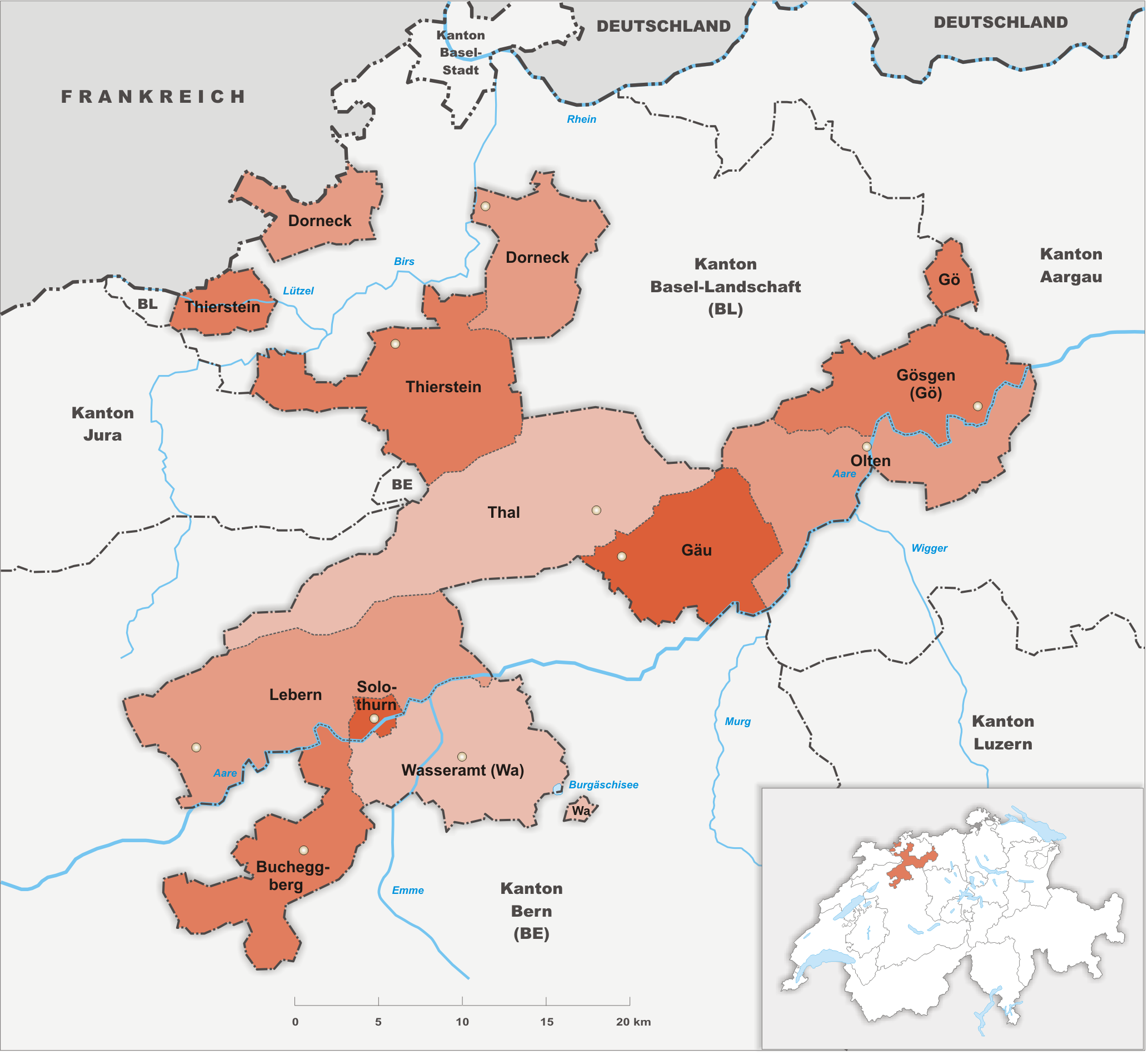
Le canton de Soleure et ses districts.

Le canton de Soleure est divisé en dix districts qui sont associés deux par deux pour créer cinq circonscriptions électorales (all. Wahlkreise) :
- District de Bucheggberg, qui forme le Wahlkreis de Wasseramt-Bucheggberg ;
- District de Dorneck, qui forme le Wahlkreis de Dorneck-Thierstein ;
- District de Gäu, qui forme le Wahlkreis de Thal-Gäu ;
- District de Gösgen, qui forme le Wahlkreis d'Olten-Gösgen ;
- District de Lebern, qui forme le Wahlkreis de Soleure-Lebern ;
- District d'Olten, qui forme le Wahlkreis d'Olten-Gösgen ;
- District de Soleure, qui forme le Wahlkreis de Soleure-Lebern ;
- District de Thal, qui forme le Wahlkreis de Thal-Gäu ;
- District de Thierstein, qui forme le Wahlkreis de Dorneck-Thierstein ;
- District de Wasseramt, qui forme le Wahlkreis de Wasseramt-Bucheggberg.

Au 31 décembre 2022, le canton de Soleure compte trois villes :
- Olten, 18 339 habitants ;
- Granges, 17 939 habitants ;
- Soleure, 16 633 habitants[10].

Voir la liste des communes du canton de Soleure.

## Démographie

### Population

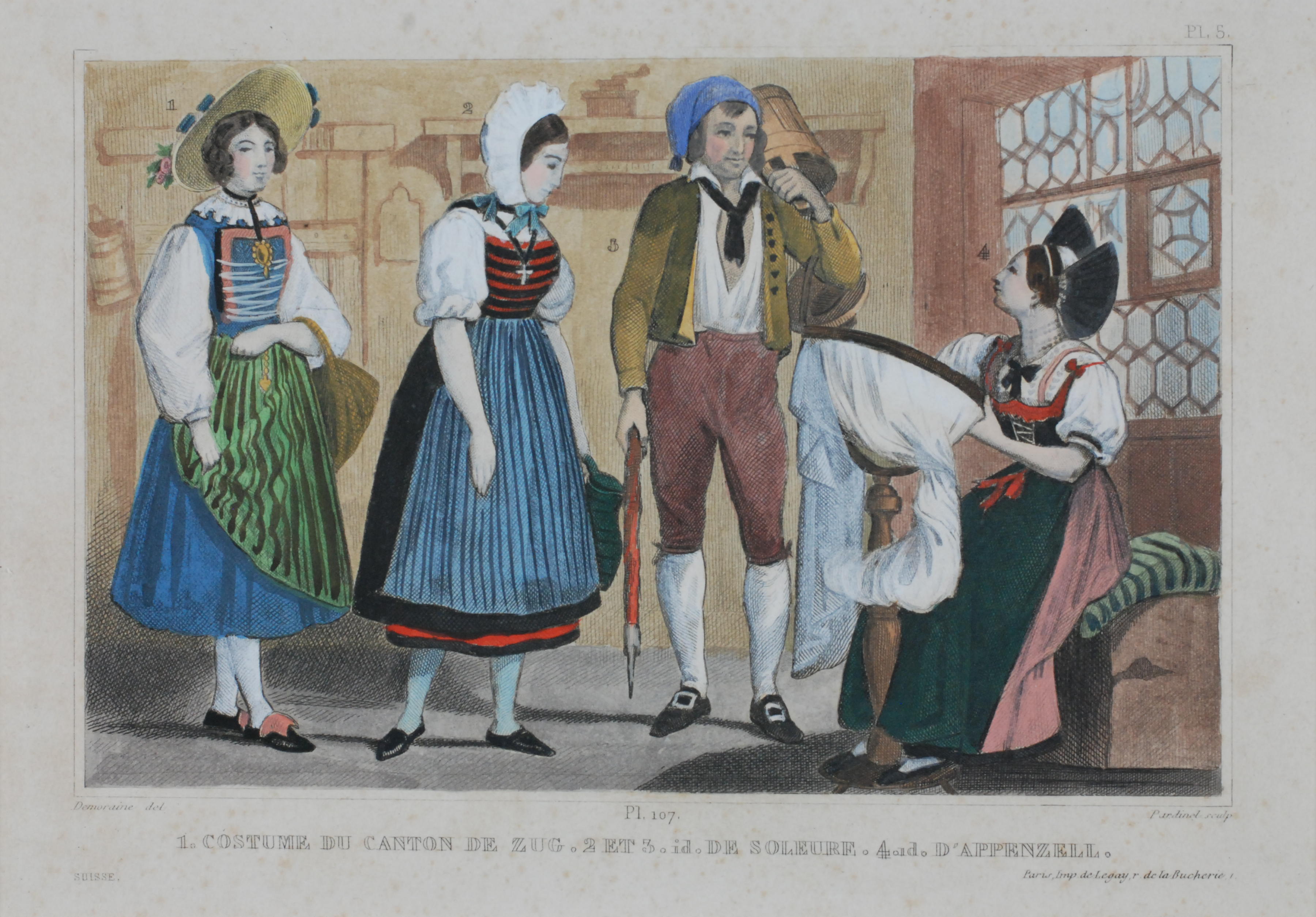
Les personnes 2 et 3 au centre de l'image portent des costumes traditionnels du canton de Soleure.

Au 31 décembre 2022, le canton de Soleure est le treizième canton suisse, avec 282 408 habitants, soit 3,2 % de la population totale de la Suisse. La densité de population atteint 357 hab/km2, très supérieure à la moyenne nationale.
Pour des raisons techniques, il est temporairement impossible d'afficher le graphique qui aurait dû être présenté ici.

### Religion
Près de la moitié des habitants du canton revendiquent l'appartenance au catholicisme romain ; les protestants en forment près du tiers.
Le tableau suivant détaille la population du canton suivant la religion, en 2000 :
| Religion                       | Population | %      |
| ------------------------------ | ---------- | ------ |
| Catholiques romains            | +106 263,  | +043,5 |
| Protestants                    | +76 292,   | +031,2 |
| Communautés islamiques         | +13 165,   | +005,4 |
| Chrétiens-orthodoxes           | +03 561,   | +001,5 |
| Catholiques chrétiens          | +01 876,   | +000,8 |
| Communauté de confession juive | +00091,    | +000,  |
| Aucune appartenance            | +33 244,   | +013,6 |
| Autre                          | +09 849,   | +004,  |
| Total                          | +244 341,  | +100,  |

Note : les intitulés des religions sont ceux donnés par l'Office fédéral de la statistique ; les protestants comprennent les communautés néo-apostoliques et les témoins de Jéhovah ; la catégorie « Autre » inclut les personnes ne se prononçant pas.

## Culture locale

### Emblèmes
Le canton de Soleure a pour emblèmes un drapeau et un blason. Les armoiries de Soleure se blasonnent : Coupé de gueules et d’argent.
Selon une légende, à la fin du IIIe siècle, une légion romaine (légion thébaine), commandée par saint Maurice qui donnera son nom à la ville valaisanne de Saint-Maurice (appelée alors Agaune), fut massacrée pour avoir refusé de sacrifier, pour l’empereur Maximin, les habitants d'Octodure (aujourd'hui Martigny). Parmi les survivants, saint Ours, coursé puis rattrapé à Soleure, fut décapité sur la place de l'église. À partir de ce moment-là, les sceaux de Soleure représentèrent saint Ours avec dans la main la bannière de la légion thébaine, une croix tréflée blanche sur fond rouge. Plus tard, saint Ours disparut et la croix tréflée également. Seules les couleurs rouge et blanche restèrent sur les armoiries de l'État de Soleure. (On trouve toujours, à l'abbaye de Saint-Maurice, la croix tréflée blanche sur fond rouge).

### Langues
La langue officielle du canton est l'allemand.
Le tableau suivant détaille la langue principale des habitants du canton en 2000 :
| Langue                             | Locuteurs | %      |
| ---------------------------------- | --------- | ------ |
| Allemand                           | +215 784, | +088,3 |
| Italien                            | +07 678,  | +003,1 |
| Langues slaves de l'ex-Yougoslavie | +03 845,  | +001,6 |
| Albanais                           | +03 795,  | +001,6 |
| Turc                               | +03 140,  | +001,3 |
| Français                           | +02 323,  | +001,  |
| Espagnol                           | +01 154,  | +000,5 |
| Portugais                          | +00879,   | +000,4 |
| Romanche                           | +00190,   | +000,1 |
| Autres                             | +05 553,  | +002,3 |
| Total                              | +244 341, | +100,  |